# 千葉県立野田看護専門学校
千葉県立野田看護専門学校（ちばけんりつのだかんごせんもんがっこう）は、千葉県野田市中根316-1に本部を置く日本の公立専修学校である。1996年創立。学校の略称は野田看（のだかん）。千葉県で最も教育レベルの高い看護学校を目指す方針から野田市に設立。県立鶴舞看護専門学校とは対局を成す。

## 概要
全国の看護学校で唯一、実習記録を廃止しており、日々の看護に対する振り返りをノートにまとめ、それを俯瞰することでよりよい看護支援へと繋げる「リフレクション教育」や、学生自身がテーマや目標を定め、自分の力で学びを進めていく「プロジェクト教育」を導入していることが特徴である。
看護師国家試験合格率はほぼ毎年100%に近い数値となっており、卒業後は千葉県立病院や国立がん研究センター東病院、千葉大学医学部附属病院、キッコーマン総合病院などの大規模な総合病院や医療機関へ就職する者も多い。また、大学へ編入学する卒業者もいる。
高等教育の修学支援新制度ならびに社会人のための教育訓練給付制度対象校であり、また、大学卒業者などを対象とした単位認定制度も設けている。社会人学生が比較的多い学校であり、20代～60代の社会人学生も学んでいる。
所在地
- 千葉県野田市中根316-1

教育目標
1. 看護の対象である人間理解を深め、人間を取り巻く自然・社会・文化的環境と健康生活との関連について理解できる能力を養う。
2. 生命の尊厳および人権を尊重する豊かな人間性と倫理観を育む。
3. 人々との交流を通して、コミュニケーション能力を養い、よりよい人間関係を形成し、人としての成長、成熟を目指す。
4. 看護の概念、看護の役割、専門性の理解を深める。
5. 看護の専門知識、基本技術および真摯な態度を学び、必要な看護を科学的根拠に基づいて安全に看護実践できる能力を養う
6. 保健医療福祉チームの一員として、他職種と協働・連携できる能力を養う。
7. 専門職業人として、主体的に学ぶ姿勢を養う。

### 授業料
- 年額118,800円（4月及び10月に各々半額納入）
- その他諸経費（通常の修業年限内：第一看護学科3年間・第二看護学科2年間）約40～50万円（最大）

## 設置学科
- 第一看護学科（3年制）
  - 全日制3年間で看護師資格を目指す学科。高校卒業あるいは高校卒業見込者が対象。在校生全員が看護師資格だけでなく、ICLSやBLSプロバイダーの資格取得が可能。

- 第二看護学科（2年制）
  - 全日制2年課程で看護師資格を目指す学科。准看護師の資格所持者あるいは取得見込み者が対象。

## 沿革
- 1991年（平成3年）
  - 4月：さわやかハートちば5か年計画において、東葛飾地域に県立の看護婦養成所を整備することを決定。
- 1995年（平成7年）
  - 12月：保健婦助産婦看護婦法第21条第2号に規定する看護婦養成所として厚生大臣指定を受ける。
- 1996年（平成8年）
  - 4月：設立される。千葉県立野田看護専門学校開校第1回入学式を挙行。

## 教育の特徴

### リフレクション教育
全国の看護学校で初めて実習記録を廃止した代わりに、リフレクション教育を導入している。リフレクション教育においては、実習中の出来事やそれに伴う判断・行動、およびそれらに対する評価をノートにまとめて振り返り、次は何ができるかを考える。これを繰り返すことによって、患者主体の看護を目指す。

### プロジェクト学習
プロジェクト学習では、学生が与えられたテーマを受け身で学ぶ旧来の方法とは違い、学生自身がテーマ・目標を設定して、自分の力で学びを進めていく主体的な学習スタイルとされる。これにより、知識や技術をより深く吸収できるだけでなく、課題解決力や目標達成力など実社会で求められる力を幅広く身につけることを目指す。

### 取得できる資格・免許状
- 看護師国家試験受験資格
- BLSプロバイダー
- ICLS（日本救急医学会）
- 専門士（看護）
- 保健師・助産師学校（保健師助産師看護師養成所）および養護教諭養成学校受験資格
- 大学編入学受験資格

## オープンキャンパス・学校説明会
毎年実施。10月は桂祭（学園祭）と同日実施。高齢者体験、車椅子移乗体験、バイタル測定体験、フィジコ（人間の全身モデル）による聴診体験などの看護体験を実施している。また、学校見学は随時受け付けている（要電話予約）。

## 施設

### 設備
- 基礎実習室
- 老年実習室
- 母性/小児実習室
- 視聴覚室
- パソコンルーム
- 図書館 - 在校生や教職員だけでなく、卒業生、医療従事者、医療関係者も利用することができる。
- 体育館
- 校庭
- ラウンジ
- テニスコート
- 駐輪場（バイク・自転車） - 学生は総武物流または神田書店の月極駐車場を駐輪場として利用可能
- 駐車場（教職員・ゲスト用）

### 学生寮
- すみれ寮（男女共用）[11]
  - 寮費：室料月5090円、光熱費月20,000円
  - 定員：69名

## 交通アクセス
- アーバンパークライン 野田市駅より徒歩 約20分
- アーバンパークライン 梅郷駅より自転車 約7分

## 卒業生の就職先
千葉県立病院「がんセンター・救急医療センター・こども病院・循環器病センター」、国立がん研究センター、国立がん研究センター東病院、東京大学医学部附属病院、東京逓信病院、三井記念病院、千葉大学医学部附属病院、東京慈恵会医科大学附属柏病院、順天堂大学医学部附属浦安病院、順天堂大学医学部附属練馬病院、獨協医科大学病院、東京歯科大学市川総合病院、東京都立広尾病院、地域医療機能推進機構東京蒲田医療センター、千葉県済生会習志野病院、松戸市立総合医療センター、船橋市立医療センター、柏市立柏病院、新松戸中央総合病院、総武病院、小張総合病院、千葉西総合病院、初石病院、新東京病院、亀田総合病院、亀田メディカルセンター、龍ケ崎済生会病院、東京ベイ・浦安市川医療センター

## 卒業生の進学先
千葉大学、筑波大学、千葉県立保健医療大学、聖路加国際大学、日本赤十字看護大学、あびこ助産師専門学校、中林病院助産師学院、日本赤十字社助産師学校、母子保健研修センター助産師学校、早稲田医療技術専門学校（保健師）、幸手看護専門学校（保健師）

## ギャラリー
- 野田看護専門学校校門
- 野田看護専門学校エントランス
- 野田看護専門学校テニスコート
- 野田看護専門学校学生寮